# جيزيلا ريختر
جيزيلا ريختر (بالإنجليزية: Gisela Richter)‏ (و. 1882 – 1972 م) هي أمينة متحف من الولايات المتحدة، والمملكة المتحدة، ولدت في لندن، كانت عضوةً في المعهد الألماني للآثار، توفيت في روما، عن عمر يناهز 90 عاماً.

## التعليم
تعلمت في كلية غريتون.

## جوائز
حصلت على جوائز منها:
- Gold Medal Award for Distinguished Archaeological Achievement [الإنجليزية]‏ (1968).